# Vincetoxicum lutescens
Vincetoxicum lutescens là một loài thực vật có hoa trong họ La bố ma. Loài này được (Decne.) Kuntze miêu tả khoa học đầu tiên năm 1891.